# Zonder titel (Sigurdur Gudmundsson)
Aan de zoom van het Eerste Marnixplantsoen, Amsterdam-Centrum staat een titelloos artistiek kunstwerk.

Het werk stamt uit 1988 en is van Sigurður Guðmundsson. Het werk is opgebouwd uit steen, glas en brons; dat laatste als omraming van het glas. Het kreeg in de loop der jaren de titel Bolwerk, wellicht omdat het sinds 1998 op de plaats staat van het Bolwerk Haarlem dan wel Molen De Palm, dat hier tot midden 19e eeuw stond. Een plaquette uit de serie Bolwerkenroute in de onmiddellijke nabijheid herinnert eraan. Rijksakademie op de kaart nam die titel Bolwerk over en gaf als omschrijving: 
Een aan oud stadsbolwerk herinnerend werk in glas en steen.
 Kunstwacht Amsterdam omschreef het als: 
Twee puntige rechthoeken waarvan een liggend. Daartussen een kwart bronzen wagenwiel met draadglas.
Het beeld stond vanaf 1988 tot 1998 op het Professor Tulpplein, alwaar Molen de Bul stond op het Oosterblokhuis; daarna in genoemd plantsoen. 
Verspreid in het plantsoen liggen enkele metalen kogels, waarvan onduidelijk is of ze tot het kunstwerk behoren.

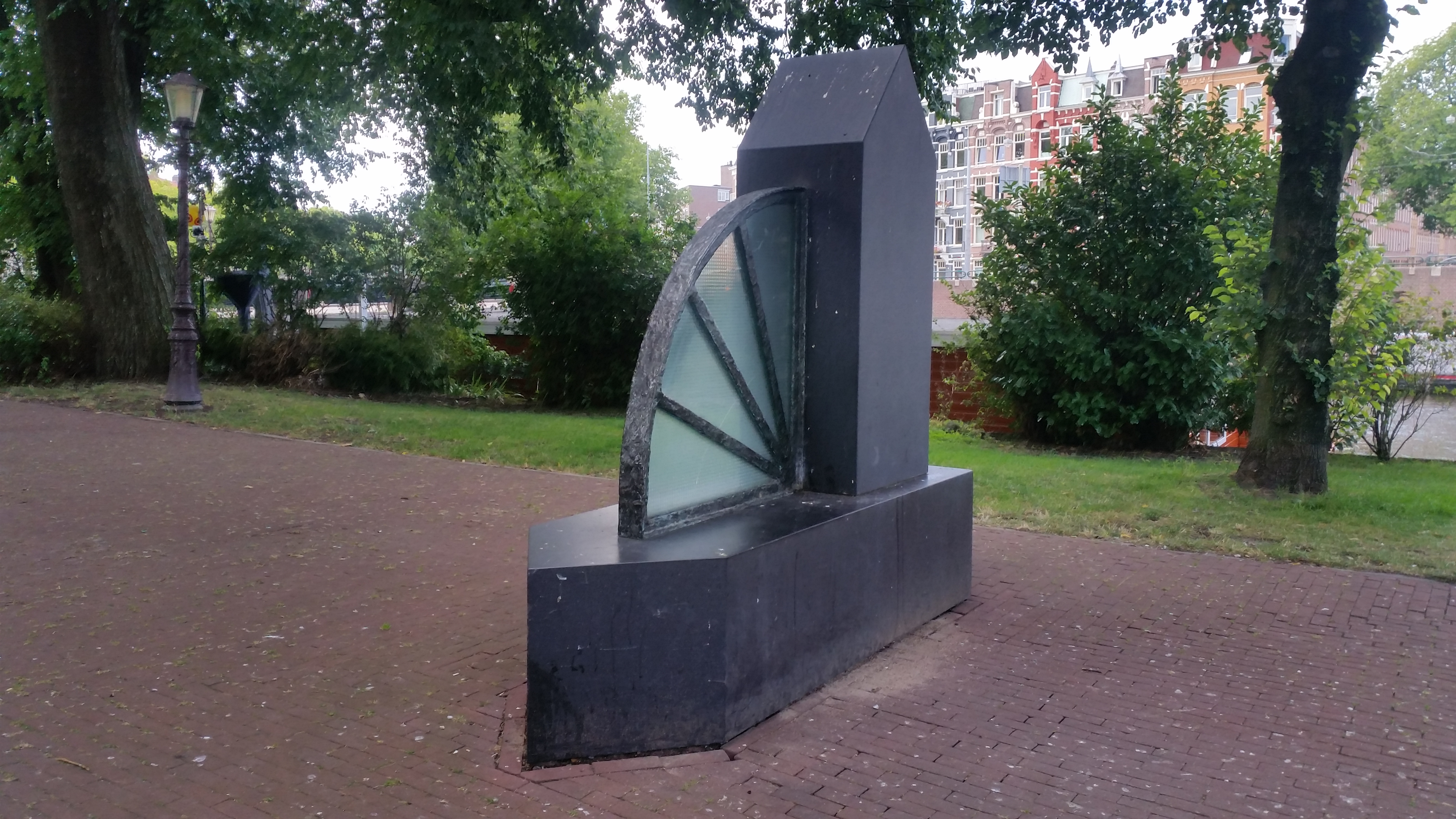
Beeld vanuit een andere hoek (augustus 2020)